# Заволжский район (Тверь)
Заво́лжский райо́н — административная единица в составе города Твери, образованный в 1936 год, охватывающая северную (левобережную относительно реки Волги) часть города.
Район не является самостоятельным муниципальным образованием, глава района назначается главой администрации Твери (в настоящее время эту должность занимает Богдан Михайлович Лецин). Код района по ОКАТО — 28401365.

## Географическое положение
Район охватывает северную, левобережную часть города. Исторически, северо-западная часть Твери между Волгой и Тверцой именовалась Заволжским посадом. Граница района с Пролетарским, Центральным и Московским районами проходит по центру русла реки Волги. Северная, западная и восточная границы района проходят по черте города.
Река Тверца проходит по территории Заволжского района в своём нижнем течении и впадает в Волгу.
Центральная часть района называется у горожан Ближнее Заволжье.
В состав района входят микрорайоны: Затверечье, Юность, Соминка, Радужный, Посёлок Вагонников; бывшие деревни Литвинки, Киселёво, Красное Знамя, Черкассы, Старая Константиновка. Отдельно расположенный посёлок Сахарово находится в 11 километрах к северо-востоку от центра города и связан с основной частью города Сахаровским шоссе (шоссе находится в ведении города Твери).
На территории района расположены Тверская областная больница, Тверской военный госпиталь.

## Население
| 1959     | 1970     | 1979     | 1989     | 2002     | 2005     | 2006     |
| -------- | -------- | -------- | -------- | -------- | -------- | -------- |
| 66 700   | ↗89 271  | ↗105 529 | ↗127 996 | ↗135 162 | ↗138 700 | ↗139 200 |
| 2007     | 2008     | 2009     | 2010     | 2011     | 2012     | 2013     |
| ↗139 600 | ↗140 200 | ↗141 106 | ↘138 029 | ↗138 300 | ↗139 688 | ↗140 628 |
| 2014     | 2015     | 2016     | 2017     | 2018     | 2019     | 2020     |
| ↗141 587 | ↗142 534 | ↗143 569 | ↗144 357 | ↗144 764 | ↗145 147 | ↗146 728 |
| 2021     |          |          |          |          |          |          |
| ↗146 880 |          |          |          |          |          |          |

## Памятники истории и культуры
- Памятник Афанасию Никитину на набережной Афанасия Никитина
- Успенская церковь Отроч монастыря
- Свято-Екатерининский женский монастырь
- Здание общественного назначения[19]